# 11.ª etapa del Giro de Italia 2023
La 11.ª etapa del Giro de Italia 2023 tuvo lugar el 17 de mayo de 2023 y consistió en una etapa en línea con inicio en el municipio de Camaiore y final en la ciudad de Tortona sobre un recorrido de 142 km. Esta fue ganada por el alemán Pascal Ackermann del equipo UAE Team Emirates, mientras que el británico Geraint Thomas consiguió mantener el liderato.

## Clasificación de la etapa
| Camaiore - Tortona | etapa llana | (219 km) |

| \| Clasificación de la etapa \| Clasificación de la etapa \| Clasificación de la etapa \| Clasificación de la etapa \| Clasificación de la etapa \| \| Ciclista \| Ciclista \| Equipo \| Tiempo \| \| \| ------------------------- \| ------------------------- \| ------------------------- \| ------------------------- \| ------------------------- \| \| 1.º \| Pascal Ackermann \| UAE Team Emirates \| 5 h 09 min 02 s \| \| \| 2.º \| Jonathan Milan \| Bahrain Victorious \| + 0 s \| \| \| 3.º \| Mark Cavendish \| Astana Qazaqstan Team \| + 0 s \| \| \| 4.º \| Mads Pedersen \| Trek-Segafredo \| + 0 s \| \| \| 5.º \| Stefano Oldani \| Alpecin-Deceuninck \| + 0 s \| \| \| 6.º \| Vincenzo Albanese \| Eolo-Kometa \| + 0 s \| \| \| 7.º \| Marius Mayrhofer \| Team DSM \| + 0 s \| \| \| 8.º \| Davide Ballerini \| Soudal Quick-Step \| + 0 s \| \| \| 9.º \| Simone Consonni \| Cofidis \| + 0 s \| \| \| 10.º \| Arne Marit \| Intermarché-Circus-Wanty \| + 0 s \| \| |                   |                          |                 |
| |                   |                          |                 |
| Fuente: ProCyclingStats |                   |                          |                 |
| Clasificación de la etapa |                   |                          |                 |
| Ciclista | Ciclista          | Equipo                   | Tiempo          |
| 1.º | Pascal Ackermann  | UAE Team Emirates        | 5 h 09 min 02 s |
| 2.º | Jonathan Milan    | Bahrain Victorious       | + 0 s           |
| 3.º | Mark Cavendish    | Astana Qazaqstan Team    | + 0 s           |
| 4.º | Mads Pedersen     | Trek-Segafredo           | + 0 s           |
| 5.º | Stefano Oldani    | Alpecin-Deceuninck       | + 0 s           |
| 6.º | Vincenzo Albanese | Eolo-Kometa              | + 0 s           |
| 7.º | Marius Mayrhofer  | Team DSM                 | + 0 s           |
| 8.º | Davide Ballerini  | Soudal Quick-Step        | + 0 s           |
| 9.º | Simone Consonni   | Cofidis                  | + 0 s           |
| 10.º | Arne Marit        | Intermarché-Circus-Wanty | + 0 s           |

## Clasificaciones al final de la etapa

### Clasificación general(Maglia Rosa)
| \| Clasificación general \| Clasificación general \| Clasificación general \| Clasificación general \| Clasificación general \| \| Ciclista \| Ciclista \| Equipo \| Tiempo \| \| \| --------------------- \| ---------------------- \| --------------------- \| --------------------- \| --------------------- \| \| 1.º \| Geraint Thomas \| Ineos Grenadiers \| 44 h 35 min 35 s \| \| \| 2.º \| Primož Roglič \| Jumbo-Visma \| + 2 s \| \| \| 3.º \| João Almeida \| UAE Team Emirates \| + 22 s \| \| \| 4.º \| Andreas Leknessund \| Team DSM \| + 35 s \| \| \| 5.º \| Damiano Caruso \| Bahrain Victorious \| + 1 min 28 s \| \| \| 6.º \| Lennard Kämna \| Bora-Hansgrohe \| + 1 min 52 s \| \| \| 7.º \| Edward Dunbar \| Team Jayco AlUla \| + 2 min 32 s \| \| \| 8.º \| Thymen Arensman \| Ineos Grenadiers \| + 2 min 32 s \| \| \| 9.º \| Laurens De Plus \| Ineos Grenadiers \| + 2 min 36 s \| \| \| 10.º \| Aurélien Paret-Peintre \| AG2R Citroën Team \| + 2 min 48 s \| \| |                        |                    |                  |
| |                        |                    |                  |
| Fuente: ProCyclingStats |                        |                    |                  |
| Clasificación general |                        |                    |                  |
| Ciclista | Ciclista               | Equipo             | Tiempo           |
| 1.º | Geraint Thomas         | Ineos Grenadiers   | 44 h 35 min 35 s |
| 2.º | Primož Roglič          | Jumbo-Visma        | + 2 s            |
| 3.º | João Almeida           | UAE Team Emirates  | + 22 s           |
| 4.º | Andreas Leknessund     | Team DSM           | + 35 s           |
| 5.º | Damiano Caruso         | Bahrain Victorious | + 1 min 28 s     |
| 6.º | Lennard Kämna          | Bora-Hansgrohe     | + 1 min 52 s     |
| 7.º | Edward Dunbar          | Team Jayco AlUla   | + 2 min 32 s     |
| 8.º | Thymen Arensman        | Ineos Grenadiers   | + 2 min 32 s     |
| 9.º | Laurens De Plus        | Ineos Grenadiers   | + 2 min 36 s     |
| 10.º | Aurélien Paret-Peintre | AG2R Citroën Team  | + 2 min 48 s     |

### Clasificación por puntos(Maglia Ciclamino)
| Clasificación por puntos | Clasificación por puntos | Clasificación por puntos | Clasificación por puntos | Clasificación por puntos |
| Ciclista                 | Ciclista                 | Equipo                   | Puntos                   |                          |
| ------------------------ | ------------------------ | ------------------------ | ------------------------ | ------------------------ |
| 1.º                      | Jonathan Milan           | Bahrain Victorious       | 164 pts                  |                          |
| 2.º                      | Mads Pedersen            | Trek-Segafredo           | 128 pts                  |                          |
| 3.º                      | Kaden Groves             | Alpecin-Deceuninck       | 100 pts                  |                          |
| 4.º                      | Pascal Ackermann         | UAE Team Emirates        | 88 pts                   |                          |
| 5.º                      | Derek Gee                | Israel-Premier Tech      | 64 pts                   |                          |
| 6.º                      | Michael Matthews         | Team Jayco AlUla         | 60 pts                   |                          |
| 7.º                      | Magnus Cort              | EF Education-EasyPost    | 56 pts                   |                          |
| 8.º                      | Mark Cavendish           | Astana Qazaqstan Team    | 51 pts                   |                          |
| 9.º                      | Vincenzo Albanese        | Eolo-Kometa              | 44 pts                   |                          |
| 10.º                     | Davide Bais              | Eolo-Kometa              | 39 pts                   |                          |

### Clasificación de la montaña(Maglia Azzurra)
| Clasificación de la montaña | Clasificación de la montaña | Clasificación de la montaña | Clasificación de la montaña | Clasificación de la montaña |
| Ciclista                    | Ciclista                    | Equipo                      | Puntos                      |                             |
| --------------------------- | --------------------------- | --------------------------- | --------------------------- | --------------------------- |
| 1.º                         | Davide Bais                 | Eolo-Kometa                 | 104 pts                     |                             |
| 2.º                         | Thibaut Pinot               | Groupama-FDJ                | 50 pts                      |                             |
| 3.º                         | Karel Vacek                 | Team Corratec-Selle Italia  | 36 pts                      |                             |
| 4.º                         | Amanuel Ghebreigzabhier     | Trek-Segafredo              | 26 pts                      |                             |
| 5.º                         | Ben Healy                   | EF Education-EasyPost       | 24 pts                      |                             |
| 6.º                         | Aurélien Paret-Peintre      | AG2R Citroën Team           | 22 pts                      |                             |
| 7.º                         | Alessandro De Marchi        | Team Jayco AlUla            | 22 pts                      |                             |
| 8.º                         | Veljko Stojnić              | Team Corratec-Selle Italia  | 21 pts                      |                             |
| 9.º                         | Francesco Gavazzi           | Eolo-Kometa                 | 18 pts                      |                             |
| 10.º                        | Warren Barguil              | Arkéa-Samsic                | 16 pts                      |                             |

### Clasificación de los jóvenes(Maglia Bianca)
| Clasificación del mejor joven | Clasificación del mejor joven | Clasificación del mejor joven | Clasificación del mejor joven | Clasificación del mejor joven |
| Ciclista                      | Ciclista                      | Equipo                        | Tiempo                        |                               |
| ----------------------------- | ----------------------------- | ----------------------------- | ----------------------------- | ----------------------------- |
| 1.º                           | João Almeida                  | UAE Team Emirates             | 44 h 35 min 57 s              |                               |
| 2.º                           | Andreas Leknessund            | Team DSM                      | + 13 s                        |                               |
| 3.º                           | Thymen Arensman               | Ineos Grenadiers              | + 2 min 10 s                  |                               |
| 4.º                           | Santiago Buitrago             | Bahrain Victorious            | + 4 min 18 s                  |                               |
| 5.º                           | Ilan Van Wilder               | Soudal Quick-Step             | + 11 min 45 s                 |                               |
| 6.º                           | Alexander Cepeda              | EF Education-EasyPost         | + 13 min 23 s                 |                               |
| 7.º                           | Einer Rubio                   | Movistar Team                 | + 16 min 48 s                 |                               |
| 8.º                           | Michel Heßmann                | Jumbo-Visma                   | + 17 min 50 s                 |                               |
| 9.º                           | Filippo Zana                  | Team Jayco AlUla              | + 23 min 52 s                 |                               |
| 10.º                          | Marco Frigo                   | Israel-Premier Tech           | + 25 min 29 s                 |                               |

### Clasificación por equipos"Súper team"
| Clasificación por equipos | Clasificación por equipos | Clasificación por equipos | Clasificación por equipos |
| Equipo                    | Equipo                    | Tiempo                    |                           |
| ------------------------- | ------------------------- | ------------------------- | ------------------------- |
| 1.º                       | Ineos Grenadiers          | 133 h 46 min 54 s         |                           |
| 2.º                       | EF Education-EasyPost     | + 6 min 17 s              |                           |
| 3.º                       | Bahrain Victorious        | + 6 min 19 s              |                           |
| 4.º                       | Jumbo-Visma               | + 8 min 09 s              |                           |
| 5.º                       | UAE Team Emirates         | + 10 min 45 s             |                           |
| 6.º                       | Soudal Quick-Step         | + 17 min 46 s             |                           |
| 7.º                       | Bora-Hansgrohe            | + 20 min 22 s             |                           |
| 8.º                       | Groupama-FDJ              | + 27 min 01 s             |                           |
| 9.º                       | Israel-Premier Tech       | + 27 min 21 s             |                           |
| 10.º                      | Astana Qazaqstan Team     | + 33 min 01 s             |                           |

## Abandonos
- Natnael Tesfatsion (Trek-Segafredo) no tomó la salida.
- Stefano Gandin (Corratec-Selle Italia) no tomó la salida.
- Jonathan Caicedo (EF Education-EasyPost) no tomó la salida.
- Andrea Vendrame (AG2R Citroën Team) no tomó la salida.
- Jan Hirt (Soudal Quick-Step) no tomó la salida.
- Josef Černý (Soudal Quick-Step) no tomó la salida.
- Louis Vervaeke (Soudal Quick-Step) no tomó la salida.
- Mattia Cattaneo (Soudal Quick-Step) no tomó la salida.
- Óscar Rodríguez (Movistar Team) se retiró durante la etapa por motivo de una caída.
- Tao Geoghegan Hart (INEOS Grenadiers) se retiró durante la etapa por motivo de una caída.